# NGC 2546
NGC 2546 (другие обозначения — OCL 726, ESO 369-SC7) — два рассеянных скопления в созвездии Корма.
Этот объект входит в число перечисленных в оригинальной редакции «Нового общего каталога».
Внесено в каталог как одно скопление, однако на самом деле объект представляет собой пару не связанных физически рассеянных скоплений, NGC 2546A и NGC 2546B.